# بلیزر (لباس)

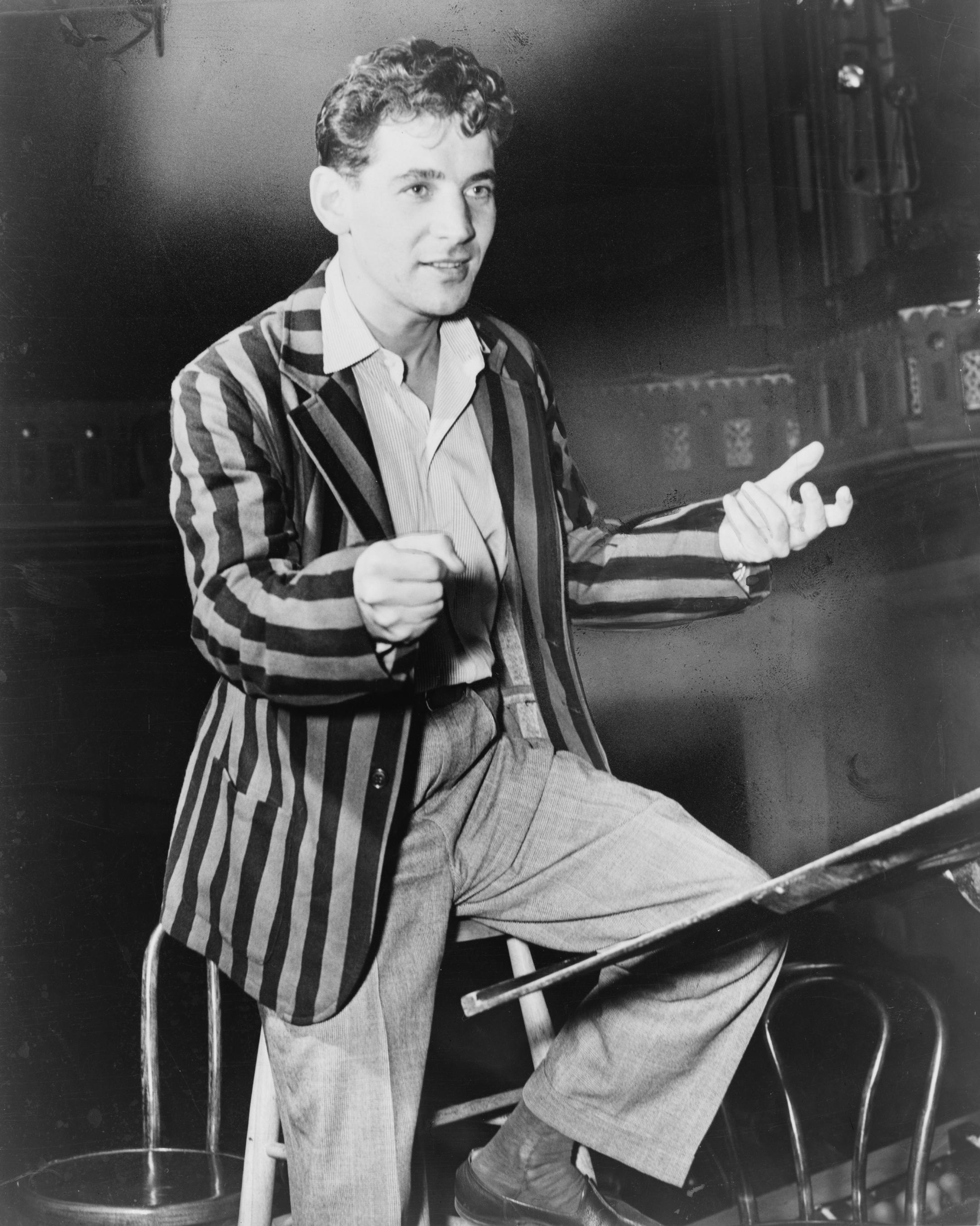
لئونارد برنستاین با ژاکت بلیزر در سال ۱۹۴۵

بلیزر (انگلیسی: Blazer) نوعی ژاکت است که بیشتر شبیه به بالاپوش‌های کت شلوار می‌باشد. بلیزرها به‌طور کلی لباسی رسمی‌تر از کت‌های اسپرت بوده و تفاوت آنها با کت‌های اسپرت در پارچه‌های تک‌رنگ استفاده شده در آنها می‌باشد. بلیزرها اغلب دارای دکمه‌های فلزی هستند.